# Sabaidee Luang Prabang
Chào Luang Prabang (tiếng Thái: สะบายดี หลวงพะบาง/Sabaidee Luang Prabang) là một phim tình cảm lãng mạn của đạo diễn Sakchai Deenan.

## Nội dung
Sorn (Ananda Everingham) là một nhiếp ảnh gia Thái Lan, trong một lần đi du lịch ở Luang Prabang, anh đã gặp và yêu cô hướng dẫn viên du lịch Noi (Khamly Philavong).

## Diễn viên
- Ananda Everingham... Sorn
- Khamly Philavong... Noi

## Liên kết
- Những thước phim hậu trường
- Xem phim trực tuyến
- Chào Luang Prabang - Chào Điện ảnh Lào
- Trang thông tin Điện ảnh Á châu
- Xin chào Luang Prabang
- Thông tin trên Website Avistaz